# 피에트로 폼포나치
피에트로 폼포나치(Pietro Pomponazzi, 1462 ~ 1525)는 이탈리아 르네상스의 대표적 아리스토텔레스 주의 철학자이다. 파도바 대학의 철학 교수였고, 후일 페라라 및 볼로냐 대학에서도 가르쳤다.
그는 대표적인 저술인 《영혼의 불사(不死)에 관하여》에서 아베로에스설, 플라톤설, 토마스 아퀴나스설을 비판하여 영혼의 불사라는 것은 자연적 이성, 혹은 아리스토텔레스에 따라서는 논증될 수 없는 것으로서, 하나의 신앙개조(信仰個條)로 받아들여져야 한다고 하였다. 그것에 의해 신앙과 이성과의 공존을 설명하고 이성(理性)의 상대적 독립을 강조하였다.
그의 《마술(魔術)에 관하여》는 금서목록에 올랐다. 《운명에 관하여》에서는 스토아적 운명론이 문제로 취급되고 있다.